# Jimmy Wages
Jimmy Wages (* ca. 1935 in Tupelo, Mississippi; † 1999) war ein amerikanischer Rockabilly-Musiker. Wages wurde innerhalb der Rockabilly-Szene vor allem durch seine original nicht veröffentlichten Songs für Sun Records bekannt.

## Leben

### Kindheit und Jugend
Jimmy Wages gab in einem Interview mit Colin Escott an, so alt wie Elvis Presley gewesen zu sein. Mit Presley ging er zusammen in Tupelo zur Schule, bevor dieser nach Memphis, Tennessee, zog. Wages verbrachte – im Gegenteil zu Presley – sein ganzes Leben relativ unbeachtet in Tupelo.

### Karriere
Wages begann, mit einigen lokalen Musikern und zusammen mit den Miller Sisters in Tupelo aufzutreten. Nachdem die Miller Sisters nach Memphis gingen und bei Sam Phillips’ Label Sun Records einige Singles aufnahmen, versuchte sich auch Wages im Plattengeschäft.
1956 reiste Wages mit seinem Bassisten Jesse Carter nach Memphis und hielt für Sun seine erste Session ab. Insgesamt hielt er fünf Sessions ab, in denen ungefähr acht bis zehn Songs aufgenommen wurden, von denen schließlich aber keiner veröffentlicht wurde. Sam Phillips war zwar darauf aus, Wages’ Mad Man rauszubringen, aber Jack Clement, der Wages betreute, hatte Zweifel an dem Erfolg und überzeugte Phillips davon. Da Wages keine eigene Band hatte, wurde er auf den meisten Titeln von Suns Studiomusikern Jimmy Van Eaton (Schlagzeug), Ray Harris (Gitarre), Jerry Lee Lewis bzw. Charlie Rich (Klavier) und Stan Kesler (Steel Guitar) begleitet. Obwohl Wages selbst Gitarre und Klavier spielte, sang er nur.
Wages Material bei Sun war ausschließlich von ihm selbst geschrieben, was wohl ausschlaggebend für den Misserfolg bei Sun war. Wages’ bizarre, einerseits von konservativen Moralvorstellungen, andererseits von damals modernen Jugendansichten, zwiespältig geprägten Texte waren sicherlich nicht für die Charts gemacht und entsprachen in keiner Weise den zeitgenössischen Pop-Songs. Wages steht damit in Tradition vieler anderer Musiker dieser Zeit.
Wages verließ Sun einige Zeit danach. 1960 hielt er eine Session für Hi Records ab, die von seinem ehemaligen Gitarristen Ray Harris beaufsichtigt wurde. Wages kannte Harris bereits aus seinen frühen Tagen in Tupelo, aber die Aufnahmen verliefen wieder erfolglos. Jedoch gibt es noch eine obskure Platte bei TomBigBee Records aus Pontotoc, Mississippi, die Wages nie erwähnte. Wann die Single eingespielt wurde, ist unbekannt. Obwohl er für Stan Kesler in Memphis und in den Woodland Studios in Nashville noch einige Aufnahmen machte, konzentrierte Wages sich in den Jahren danach auf Tour-Aktivitäten. Er tourte dabei quer durch die USA und spielte in kleinen Bars, Kneipen und sonstigen Veranstaltungen.
In den 1980er-Jahren lebte Wages zusammen mit seiner Mutter in einem kleinen Haus in Tupelo und lebte immer noch von seinem kleinen und unbeständigen Einkommen als Musiker. Jimmy Wages starb 1999.

## Diskografie
| Jahr                    | Titel                                                     | Label #       |
| ----------------------- | --------------------------------------------------------- | ------------- |
|                         | Biggest Man Around / Right In The Middle                  | TomBigBee 102 |
| Unveröffentlichte Titel |                                                           |               |
| 1957                    | - Heartbreakin’ Love - (Take Me From This) Garden of Evil | Sun Records   |
|                         | - Mad Man - Miss Pearl - nicht identifiziertes Band       | Sun Records   |